# Le Pont (série télévisée)
Pour les articles homonymes, voir Le Pont.
Le Pont est un téléroman québécois en vingt épisodes de 25 minutes diffusé entre le 19 septembre 1977 et le 13 février 1978 à la Télévision de Radio-Canada.

## Fiche technique
- Scénarisation : Michel Greco
- Réalisation : François Jobin et Jean-Yves Laforce
- Société de production : Société Radio-Canada

## Distribution
- Pierre Beaudry : Marc Lemieux
- Lise Charbonneau : Denise Fortier
- Pierre Claveau : Jacques Fortier
- Michel Côté : Joseph Fortier
- Louis Dallaire : Paul Leblanc
- Mireille Daoust : Lise Dubuc
- Louise Dufresne : Céline Boucher
- Amulette Garneau : Pauline Boucher
- Pierre Gobeil : Philippe Lemieux
- Juliette Huot : Josette Fortier
- Jacques L'Heureux : Alain Boisvert
- Guy L'Écuyer : Albert Fortier
- André Lacoste : Claude Masson
- Hubert Loiselle : Jules Boucher
- Anne Létourneau : Isabelle Auclair
- Monique Miller : Yvette Lemieux
- Danielle Schneider : Thérèse Boucher
- Yves É. Arnau : Commis du magasin
- Réal Béland : Épicier
- Jean-François Bélanger : Étudiant
- René Caron : Tremblay
- Alain Charbonneau : Guy
- Yolande Circé : Mère d'Alain
- Guy Cormeau : Yves
- Colette Courtois : Tante Jacynthe
- Normand Desloges : Étudiant
- Lorraine Desmarais : Carmen
- Robert Desroches : Contremaître
- Sébastien Dhavernas : Gilles
- Colette Dorsay : Concierge
- Edgar Fruitier : Gardien du collège
- Bertrand Gagnon : Père d'Alain
- J. Léo Gagnon : M. Brouillette
- Jacques Galipeau : Père de Paul
- Roger Garand : Gérant du magasin
- Alain Grégoire : Étudiant
- Réjean Guénette : Bert
- Monique Joly : Mère de Lise
- Richard Lalancette : Jean
- Denis LaRocque : René
- Denis Larue : Coco
- Marguerite Lemyr : Christine
- Monique Lepage : Mère de Diane
- Yvon Leroux : Garçon de taverne
- Sylvie Léonard : Josée
- Marc Malenfant : Mario
- Robert Mallette : Chef des motards
- Jean Mathieu : Père de Lise
- Jean-René Ouellet : Julien
- Aubert Pallascio : Fiori
- Claire Pimparé : Diane
- Claude Préfontaine : Professeur
- Marthe Thiéry : Tante Rose
- Jacques Tourangeau : Policier
- Roger Turcotte : Portier
- Réjean Wagner : Georges